# Жамбыл (Мойынкумский район)
Жамбыл (каз. Жамбыл) — село в Мойынкумском районе Жамбылской области Казахстана. Административный центр и единственный населённый пункт Жамбылского сельского округа. Находится примерно в 8 км к востоку от районного центра, аула Мойынкум. Код КАТО — 315636100.

## Население
В 1999 году население села составляло 1268 человек (660 мужчин и 608 женщин). По данным переписи 2009 года, в селе проживали 1234 человека (639 мужчин и 595 женщин).